# Opalia andrewsii
Opalia andrewsii är en snäckart som först beskrevs av Addison Emery Verrill 1882.  Opalia andrewsii ingår i släktet Opalia och familjen vindeltrappsnäckor. Inga underarter finns listade i Catalogue of Life.